# 青岛神社 (青岛市)
青岛神社（日语：／）为青岛市内一座曾经存在的神社，其原址位於今中华人民共和国山东省青岛市市北区贮水山西坡。神社建于1917至1919年，总面积约为6900坪（合22770平方米）。其主要建筑有大鸟居、120级石台阶、第二鸟居、拜殿和本殿。日本战败后，神社的建筑物陆续被拆。如今，青岛神社的遗迹主要有120级石台阶、石灯笼基础与第二鸟居的柱础等。

## 历史
贮水山山势如同马鞍，原名马鞍山或马鞍子山。德国强行租借青岛之后，将此山命名为毛奇山（Moltke-Berg），在山上建设了贮水池。此山因而被百姓称为贮水山。此外，德国人在山上修建炮台，派兵驻守。

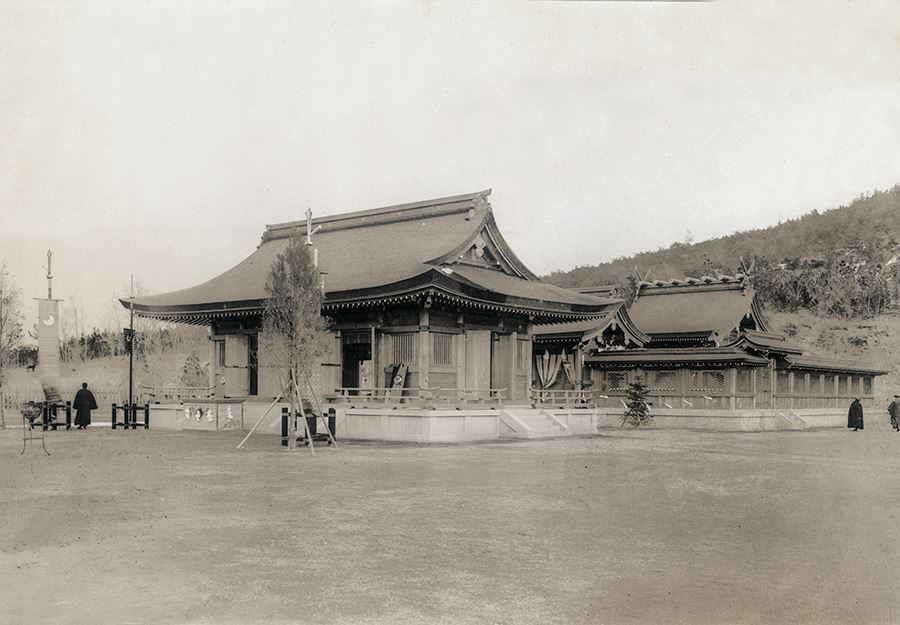
建成后不久的拜殿、币殿与本殿

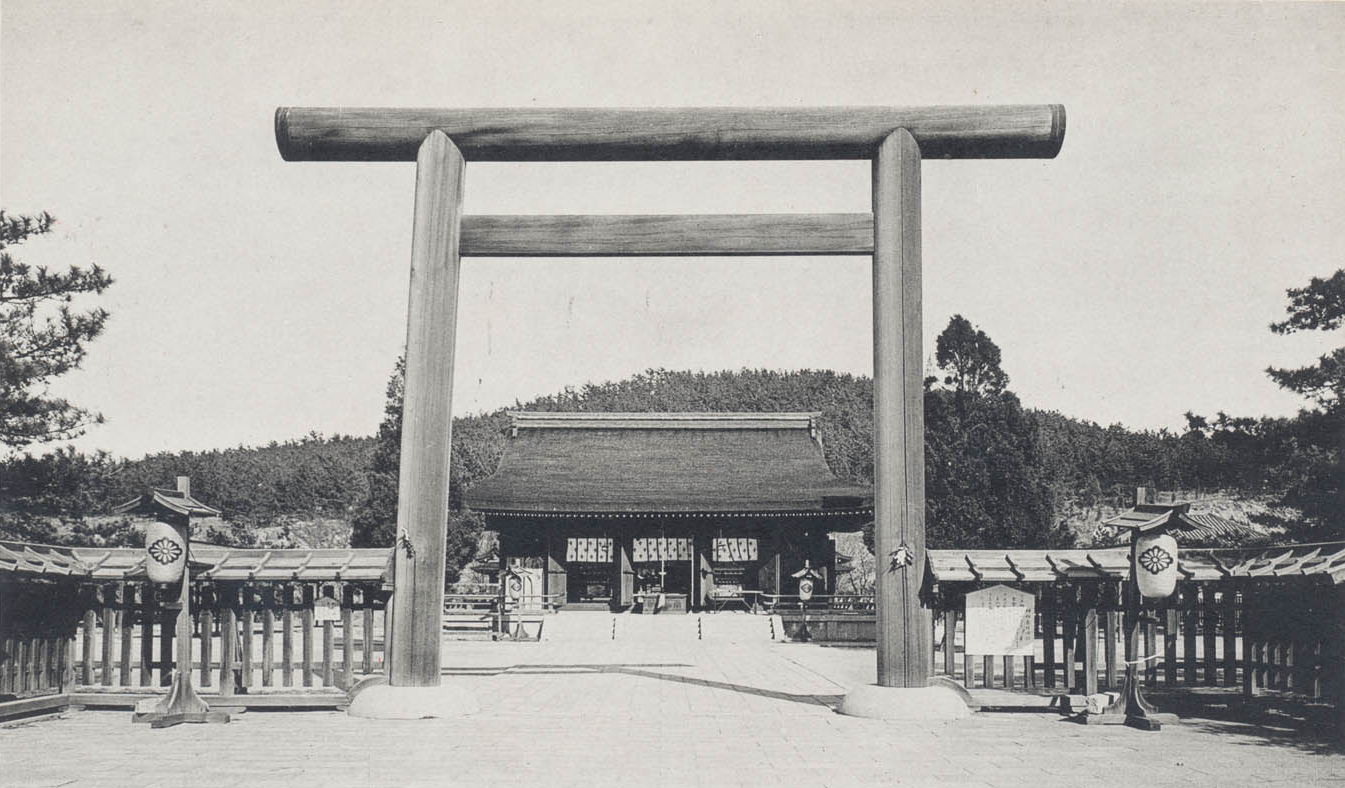
第二鸟居及拜殿

1914年，日军发动青島戰役，于11月7日占领了青岛，設立膠州湾租借地，毛奇山的名字被改为若鹤山。1915年1月，日本陆军青岛守备军司令部决定设立青岛神社。1916年2月，神社选址于若鹤山。青岛百姓将神社称为“日本大庙”，称此山为“大庙山”。1916年5月，日本守备军将神社设计工作交由内务省神社局，技师加护谷祐太郎主持设计工作，并约定次年1月前完成。1919年11月7日日本占领青岛五周年时，神社工程基本完工，并举行了镇座祭。神社大鸟居则建于1920年2月。每年10月7日，神社举行大祭。历经谈判，中国政府在1922年12月10日收回了青岛。根据中日双方签订的协定，青岛神社、忠魂碑及日本人墓地由青岛日本居留民团维护管理，禁止破坏。
抗日战争胜利后，行政院下令各地筹建忠烈祠，纪念阵亡将士和民间忠烈人士。1945年12月，青岛市政府将忠烈祠地址定在青岛神社。一种说法是，由于工程复杂，青岛市财政困难，此事未成。另有说法称，政府将神社改为忠烈祠之后舆论哗然，只好改变主意。1947年3月，政府决定将善导寺改建为忠烈祠。青岛神社陆续被拆除、挪作他用。1946年初，神社大鸟居被拉倒。第二鸟居与参道两旁的樱花树也于1948年前被拆除、砍伐。第二次国共内战中国人民解放军夺取青岛前夕，周边各县流亡到青岛的学生曾住在神社殿内，神社改设为烟台国华中学所在地。邻近各县的一些地主、还乡团流亡至青岛后，也曾在神社原址居住。
1949年后，神社的建筑逐渐被拆掉。1956年，贮水山被辟为公园，称贮水山公园，原神社参道两侧改种雪松。神社附近曾开设军人俱乐部，庙堂拆除后原址设为靶场。神社的一些附属建筑留存至1970年代，其中部分建筑曾是1962年创办的新华中学（今青岛六中）的校舍，部分建筑文化大革命期间作为服装厂的厂房。1971年，神社原址上修起了电视塔，残留的日本建筑被拆除。1984年，贮水山公园改为儿童公园至今。神社庙堂原址现为青岛有线电视台和一处门球场。

## 建筑

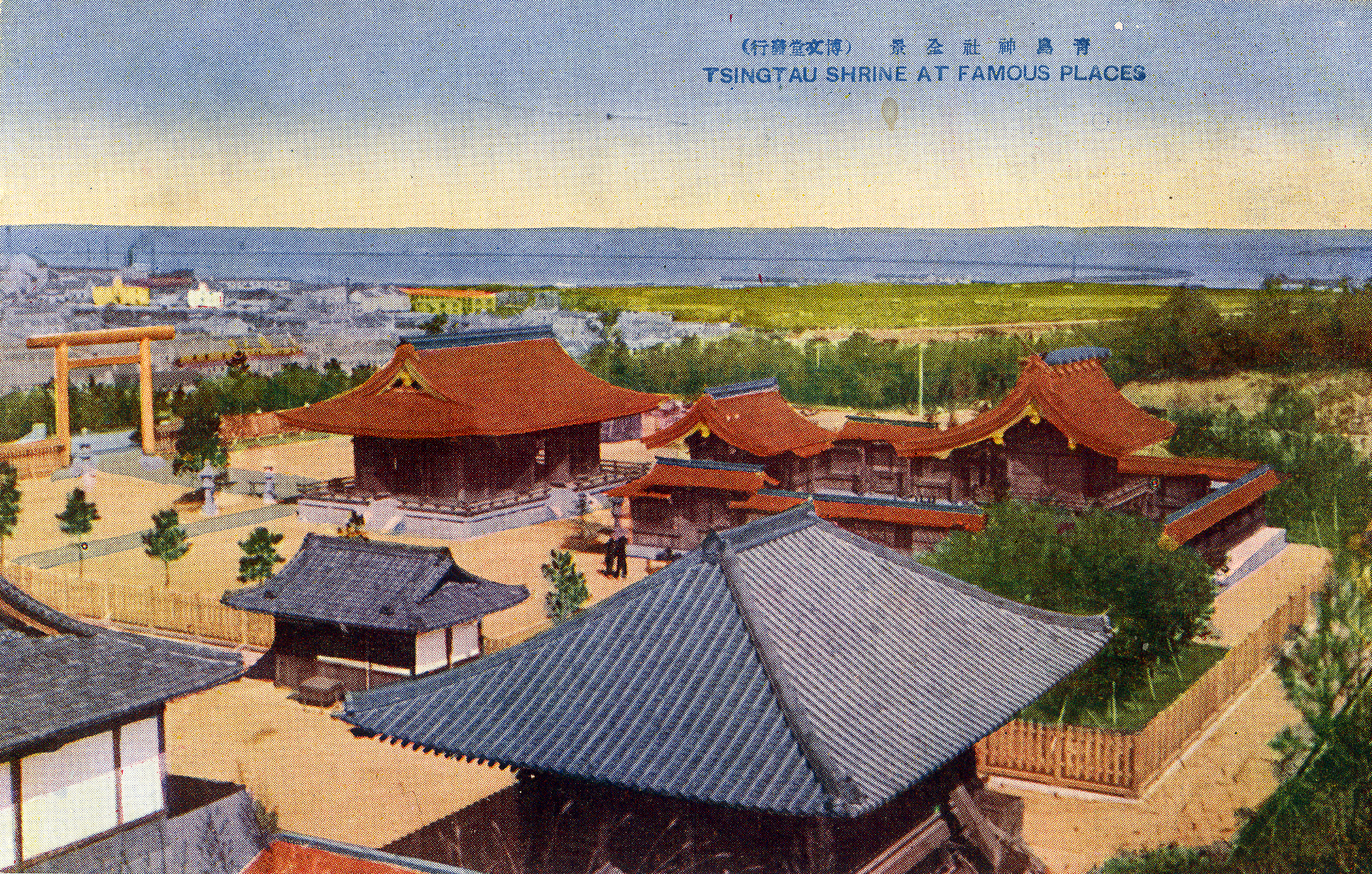
青岛神社全景

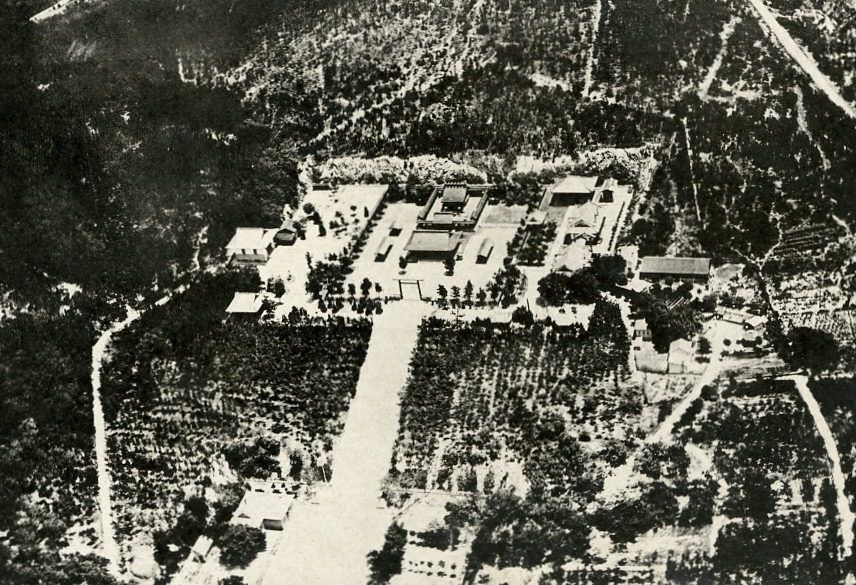
青岛神社鸟瞰图

青岛神社布局设计与日本国内的神社一致。神社的大鸟居位于若鹤町二丁目（今辽宁路）上。鸟居高约15米，两柱间距约10米，竖匾上书“青岛神社”四字。鸟居两侧各有一只石灯笼。鸟居之外围有木栅栏，立有“车马止”告示牌。大鸟居之后是一条笔直的参道，两旁种有樱花树。参道尽头为120级台阶。
沿台阶直上，有一座较小的第二鸟居和一对较小的石灯笼。鸟居之后为庙堂，由拜殿与本殿组成，为木建筑。拜殿之前立有旗杆，悬日本国旗。拜殿侧面设有手水舍。拜殿建于台基上，台基有四级台阶，台基上有低矮围栏。拜殿后方为瑞垣（本殿围墙）与通往本殿的中门。本殿规模较小，为供奉神灵之所。青岛神社供奉的是天照大神、明治天皇、大国魂神。另有资料称神社供奉天照皇大神、大己贵命、明治天皇和在青岛战死、病亡的日本士兵。
拜殿与正殿周边为神库、社务所、绘马殿等附属建筑。另外，神社周边建有鹤卷池、动物馆、弓场、相扑场等辅助设施。

## 遗存
青岛神社现在遗迹主要有120级石台阶、石台阶后方的石灯笼基础、二鸟居柱础。此外，青岛神社的遗存还有两块石碑。石碑之一在一面上刻有“纪元两千六百年记念”，另一面刻有“贮水山公园 一九五六年八月”。另一块石碑一面刻有“青岛神社”，另一面刻着“贮水山公园”。有市民称，本来还有一块石碑，刻有“八三公子”，该石碑约在2014年上半年遗失。2014年7月17日，青岛市市北区文化新闻出版局将两块石碑运走保存。此外，青岛儿童公园施工时曾从地下挖出一个平面六边形的石构件，后来移至青岛山保存。
- 青岛神社120级台阶，2017年8月
- 台阶后侧的石灯笼基础
- 第二鸟居柱础，2019年12月
- “青嶋神社”碑，现存于青岛山青岛一战遗址博物馆门外
- “纪元两千六百年记念”碑
- 六边形石构件

## 備註
1. ↑  一说1918年12月10日神社主体建筑竣工。[10]
2. ↑  中学名或称“国华中学”[4]、“烟台流亡中学”[2]等。
3. ↑  應為八纮一宇之訛稱。